# Studentské loučení

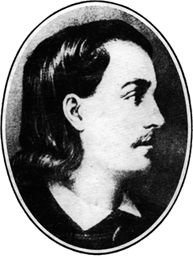
Autor, Branko Radičević

Studentské loučení (srbsky Đački rastanak, v cyrilici Ђачки растанак) je jedna z básní Branka Radičeviće, srbského romantického básníka z první poloviny 19. století.
V básni se loučí se Sremskými Karlovci, kde studoval gymnázium, stejně jako i se svými přáteli, které tam potkal. Obdivuje Dunaj, krásy přírody – Stražilova a Frušky Gory a ke konci promlouvá k řadě národů Balkánu. Báseň je laděna ve smutném duchu. Poukazuje ale také na krásu a radost člověka během dětství.
Báseň vyšla v roce 1847 a již v roce 1873 se s ní mohli setkat čeští čtenáři v časopise Obrazy života. O deset let později ji také otiskl Ruch.